# La storia di James Dean
La storia di James Dean è un documentario statunitense diretto da Robert Altman e George W. George su James Dean.

## Trama
Film documentario realizzato nel 1957, a due anni dalla morte del popolare attore mito degli anni cinquanta, interprete di Gioventù bruciata, James Dean (1931-55). Un giovane Robert Altman, che nell'occasione ha raccolto fotografie, provini, interviste, e testimonianze di conoscenti, amici e parenti, dando vita a questa interessantissima biografia.